# Open Balkan

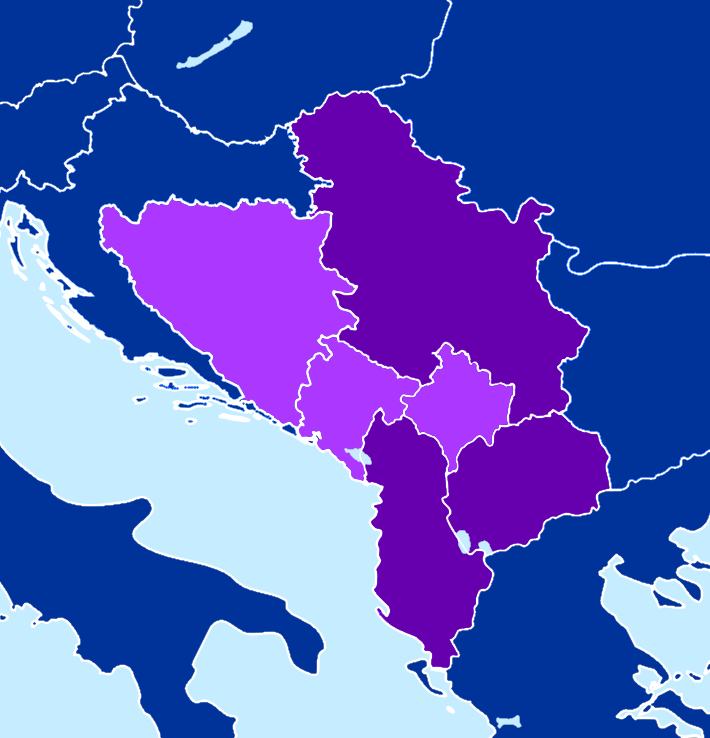

Mini-Schengen est une zone économique de libre circulation entre la Serbie, l'Albanie, la Macédoine du Nord et le Kosovo. 
Il a été déclaré le 10 octobre 2019 à Novi Sad. Deux réunions ont eu lieu, l'une à Ohrid le 11 novembre 2019 et l'autre à Durrës le 12 décembre 2019. Quatre pays ont déclaré qu'ils formeraient un marché unifié de 14 millions de personnes d'ici fin 2020. Avec cette Union, les marchandises entre ces quatre pays circuleront plus rapidement, les ressortissants de ces pays pourront traverser les frontières avec une pièce d’identité uniquement, et plus de 30 millions d'heures seront économisées entre les frontières de ces quatre pays chaque année (le Kosovo et la Serbie possèdent une ligne administrative). Le 4 septembre 2020, le Kosovo a accepté de rejoindre la mini-zone Schengen dans le cadre de l'accord 2020 Kosovo-Serbie. La Banque mondiale affirme que ce projet permettrait d'économiser 3,2 milliards USD, dont, selon le président de la Serbie, la Serbie obtient au moins 1,5 milliard. Cette zone économique prépare les pays à devenir membre de l'Union européenne,.

## Membres
- Serbie
- Albanie
- Macédoine du Nord

## Économie et villes
Le PIB de ces pays réunis serait de 79,613 milliards de dollars, le PIB PPA serait de 211,971 milliards de dollars. Le PIB par habitant serait de 6 694 dollars, le PIB PPA par habitant serait de 17 700 dollars. L'Albanie, le Kosovo et la Macédoine du Nord auront un PIB par habitant et un PIB PPA par habitant plus élevés qu'aujourd'hui, et la Serbie perdra un peu de sa moyenne. Les devises sont le Dinar serbe, le Lek albanais et le Denar macédonien. Les langues officielles sont le Serbe, l'Albanais et le Macédonien. Les capitales sont Belgrade, Tirana, Skopje et Pristina. Certaines autres grandes villes sont Novi Sad, Nis, Durrës, Shkodër et Kragujevac. La Serbie est le plus grand pays de cette union, elle possède également la plus grande économie, un Indice de développement humain et une population. La plus grande ville de cette zone économique est Belgrade, la capitale de la Serbie avec environ 1,7 million d'habitants.

## Le rôle de la mini Schengen zone
La mini-zone Schengen offre des échanges commerciaux, des échanges d'étudiants et stimule les intégrations européennes dans les États membres. Les citoyens des États membres n'ont besoin que d'une pièce identité pour visiter d'autres États membres. Cela leur fera gagner du temps dans les frontières.

## Quand la mini Schengen zone sera établie
Le 10 octobre 2019, la mini zone Schengen est déclarée par la Serbie, l'Albanie et la Macédoine du Nord. La prochaine réunion devrait avoir lieu à Belgrade, à la fin du printemps ou à l'été 2020. La première réunion devait se tenir en janvier ou février 2020 à Belgrade, cependant, en raison de la pandémie de Covid-19, aucune nouvelle réunion n'a eu lieu, un potentiel la date de la nouvelle réunion à Belgrade est le printemps ou l'été 2020. Lors de cette réunion, les dirigeants de ces pays diront exactement ce que l'Union va faire et comment va-t-elle fonctionner. Dans la déclaration de Mini Schengen, la Serbie, l'Albanie et la Macédoine du Nord garantissent qu'à la fin de 2020, ils créeront une mini zone Schengen et assureront la libre circulation des marchandises et des capitaux. 
Le 10 Novembre 2020, en Serbie, Albanie et Macédoine du Nord, les citoyens peuvent ainsi voyager avec une Carte d'identité. 

## Membres potentiels
Les membres potentiels sont le Monténégro et la Bosnie-Herzégovine. Le président du Monténégro au sommet de Durrës a déclaré qu'il soutenait cette idée, mais que le Monténégro n'était que sur le chemin de l'Union européenne. La représentante de la Bosnie-Herzégovine lors du sommet d'Ohrid a déclaré que la Bosnie-Herzégovine n'était que sur le chemin de l'Union européenne, mais que cela pourrait changer à l'avenir, comme elle l'a dit. Ni le Monténégro ni la Bosnie-Herzégovine ne figurent dans la déclaration, ce sont donc des membres potentiels. Le 24 Septembre 2020 Bakir Izetbegović annonce que Mini Schengen Zone est une bonne idée pour la Bosnie-Herzégovine
- Bosnie-Herzégovine
- Monténégro
- Kosovo

La Serbie revendique le Kosovo comme sa province sous l'égide de la résolution 1244 et sa constitution.

## Premiers défis
Pendant la pandémie de Covid-19, l'économie de tous ces pays a été durement touchée, mais la Serbie, l'Albanie et la Macédoine du Nord ont réussi à être les pays les moins touchés d'Europe. L'Union européenne a vu ce potentiel et a ouvert des négociations avec l'Albanie et la Macédoine du Nord. L'Union européenne, la Chine, la Russie et plusieurs autres ont été les principaux aides, aidant ces pays à se remettre de la crise.

## Première mention
La première mention de zone économique entre ces trois pays rivaux est venue du début des années 2000. Mais à cette époque, ils n'en voulaient pas, à cause de l'opération Force alliée, du conflit de la vallée de Preševo et de l'insurrection albanaise de 2001 en Macédoine. La première véritable mention de quelque chose comme ça a eu lieu en 2018, mais pas en tant que zone économique. Au début, les pays voulaient faire de la zone juste pour améliorer les relations, mais lors de la réunion d'Ohrid en 2019, les présidents de Serbie, d'Albanie et de la Macédoine du Nord ont accepté de faire de cette zone une zone économique, ce qui améliorerait également les relations.